# Halophryninae
Sous-famille
Les Halophryninae sont une sous-famille de poissons de la famille des Batrachoididae. Elle comprend treize genres acceptés, dont le genre type Halophryne.

## Liste des genres
Selon World Register of Marine Species (9 juin 2021) :
- Allenbatrachus Greenfield, 1997
- Austrobatrachus Smith, 1949
- Barchatus Smith, 1952
- Batrachomoeus Ogilby, 1908
- Batrichthys Smith, 1934
- Bifax Greenfield, Mee & Randall, 1994
- Chatrabus Smith, 1949
- Colletteichthys Greenfield, 2006
- Halobatrachus Ogilby, 1908
- Halophryne Gill, 1863
- Perulibatrachus Roux & Whitley, 1972
- Riekertia Smith, 1952
- Triathalassothia Fowler, 1943

### Synonymes
- Gymnobatrachus Smith, 1949, synonyme de Batrichthys Smith, 1934
- Halophyrne, synonyme de Halophryne Gill, 1863 (misspelling)
- Parabatrachus Roux, 1971, synonyme de Perulibatrachus Roux & Whitley, 1972
- Pelophiletor Ogilby, 1906, synonyme de Batrachomoeus Ogilby, 1908
- Pseudobatrachus Castelnau, 1875, synonyme de Batrachomoeus Ogilby, 1908
- Tharbacus Smith, 1952, synonyme de Chatrabus Smith, 1949

## Publication originale
- (en) D. W. Greenfield, R. Winterbottom et B. B. Collette, « Review of the toadfish genera (Teleostei: Batrachoididae) », San Francisco, CA: California Academy of Sciences. Series 4, vol. 59, no 15,‎ 2008, p. 665–710 (lire en ligne [PDF], consulté le 9 juin 2021).